# رشته‌کوه هونسروک

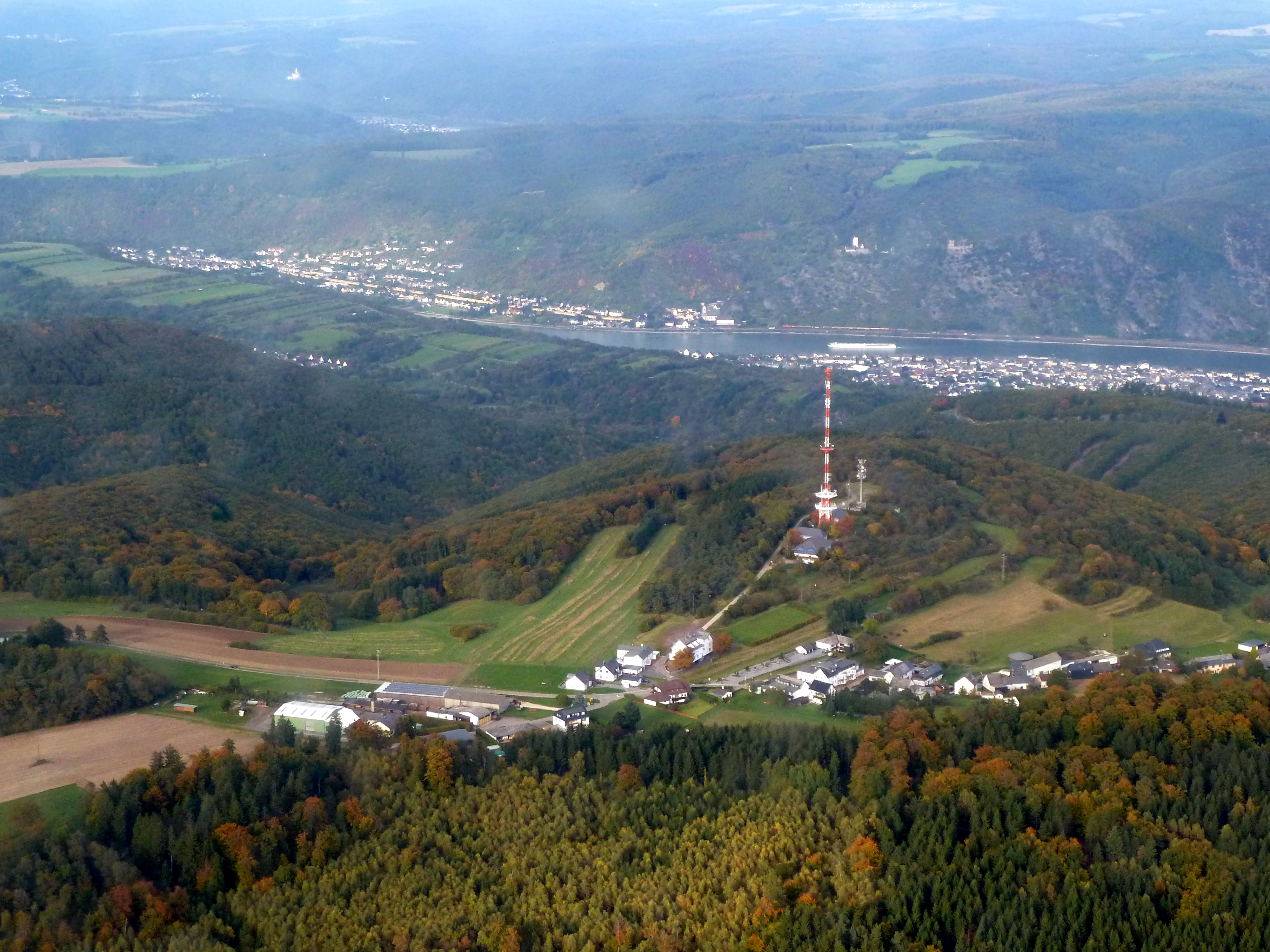
منطقه‌ای از این رشته‌کوه

رشته‌کوه هونزروک (به آلمانی: Hunsrück Gebirge) رشته‌کوهی در منطقهٔ بالادست راین در ایالت راین‌لند فالتز قرار دارند. این رشته‌کوه از شرق با رود راین، از غرب با سار، از شمال با موزل و از جنوب با رودخانهٔ ناهه احاطه شده‌است. این رشته‌کوه از شمال شرقی به جنوب غربی طولی بالغ بر ۹۰ کیلومتر دارد، عرض آن حدود ۲۰ تا ۲۵ مایل است.

## کوه‌ها
ارتفاع این رشته‌کوه به طور متوسط ۱۳۰۰ تا ۱۶۰۰ پا (۴۰۰ الی ۵۰۰ متر) است. در عین حال کوه‌های بلند از کوارتزیت نیز در این رشته‌کوه سر بلند کرده‌اند. سوون‌والد، اداروالد و هوخ‌والد از این دسته‌اند. بلندترین کوه این رشته‌کوه اربس‌کوپف است با ۲۶۸۴ پا (۸۱۸ متر) ارتفاع. 

## پوشش گیاهی
در دره‌های این رشته‌کوه جنگل‌های برگریز جای گرفته‌اند، که از آن‌ها بیشتر برای مزرعه‌های دامداری در منطقه استفاده می‌شود. در ارتفاعات آن جنگل‌هایی از راش و صنوبر جای گرفته‌اند. 

## جمعیت
جمعیت این منطقه بیشتر به صورت روستاهای کوچک و با فاصله خود را بروز می‌دهد. بزرگترین شهر این منطقه زیمرن است.